# Kabinett Herriot II

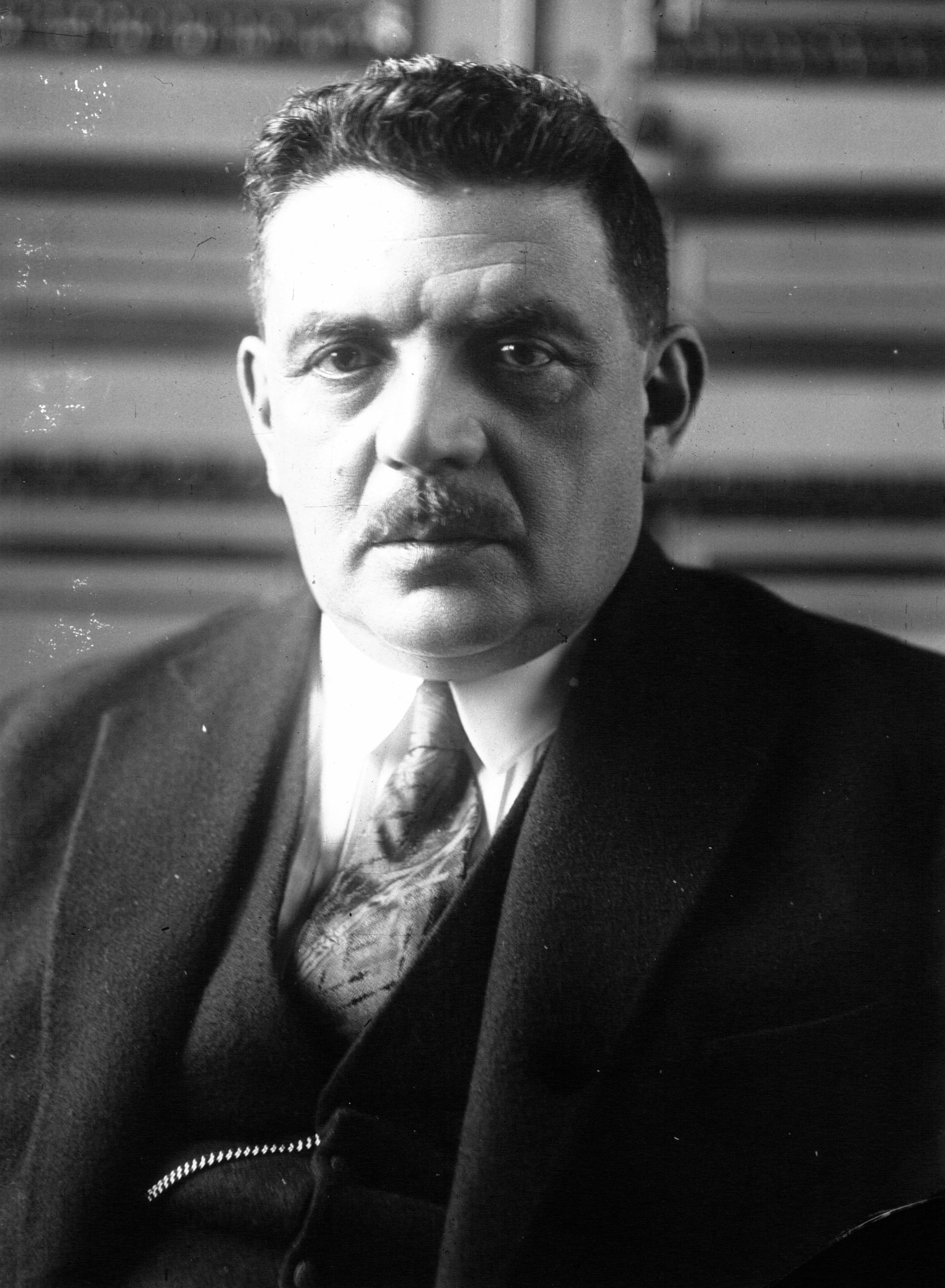
Édouard Herriot (1924)

Das zweite Kabinett Herriot war eine Regierung der Dritten Französischen Republik. Es wurde am 19. Juli 1926 von Premierminister (Président du Conseil) Édouard Herriot gebildet und löste das Kabinett Briand X ab. Es blieb bis zum 21. Juli 1926 im Amt und wurde vom Kabinett Poincaré IV abgelöst.
Dem Kabinett gehörten Minister des Cartel des gauches (Parti républicain, radical et radical-socialiste (PRRRS), Parti républicain-socialiste (PRS) und Radicaux indépendants (RI)) und der Parti républicain démocratique et social (PRDS) an.

## Kabinett
Dem Kabinett gehörten folgende Minister an:
- Premierminister: Édouard Herriot (PRRRS)
- Außenminister: Édouard Herriot
- Justizminister: Maurice Colrat[1] (PRDS)
- Finanzen: Anatole de Monzie (PRS)
- Kriegsminister: Paul Painlevé (PRS)
- Minister für öffentlichen Unterricht und Kunst: Édouard Daladier (PRRRS)
- Minister des Inneren: Camille Chautemps (PRRRS)
- Minister für Marine: René Renoult (PRRRS)
- Minister für Handel und Industrie: Louis Loucheur (RI)
- Minister für öffentliche Arbeiten: André Hesse[2] (PRRRS)
- Minister für Landwirtschaft: Henri Queuille (PRRRS)
- Minister für die Kolonien: Adrien Dariac[3] (PRDS)
- Minister für Arbeit, Gesundheit, Wohlfahrt und Sozialversicherung: Louis Pasquet (PRRRS)
- Minister für Renten: Georges Bonnet (PRRRS)

### Unterstaatssekretäre
Dem Kabinett gehörten folgende Sous-secrétaires d’État an:
- Ministerpräsident und Außenministerium: Albert Milhaud[4] (PRRRS)
- Finanzministerium (Finanzen): Paul Jacquier[5] (PRRSS)
- Finanzministerium (Haushalt): Paul Morel[6] (RI)
- befreite Regionen: Henri Claude Maître[7] (PRS)
- Kriegsministerium: Jacques-Louis Dumesnil[8] (PRRRS)
- Technische Bildung: Gaston Bazile (PRRRS)
- Luftfahrt und Luftverkehr: Barthélemy Robaglia[9] (PRDS)
- Häfen, Marine und Fischerei: André Mallarmé[10] (PRS)

## Historische Einordnung
Nachdem Herriot zuvor die zehnte Regierung Aristide Briands dadurch zu Fall gebracht hatte, dass er nicht in die Regierung eintrat, revanchierte sich Briand sofort; die Regierung Herriot erhielt keine Mehrheit in der Kammer und trat zurück. Eine Währungskrise – der Kurs des Französischen Francs verlor am 20. Juli gegenüber dem Pfund Sterling stark an Wert – hatte ebenfalls zum schnellen Sturz beigetragen.